# Museo Histórico del Vudú de Nueva Orleans

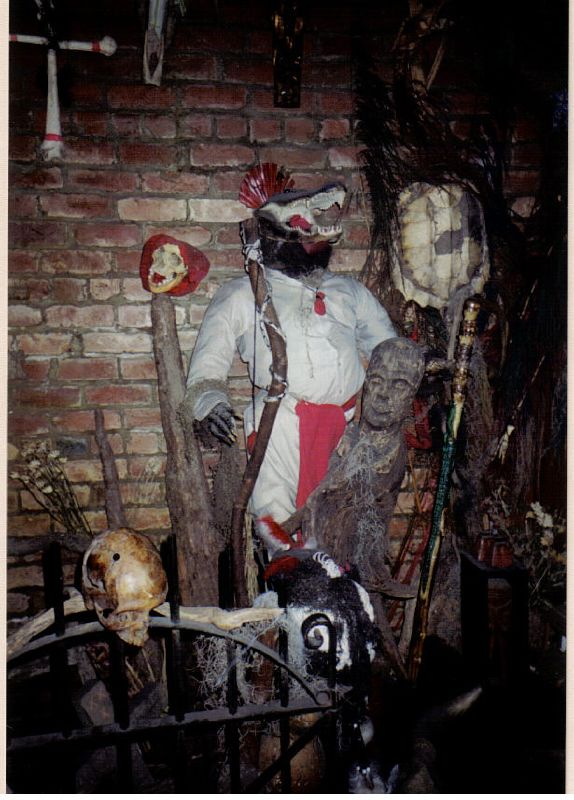
Foto tomada dentro del Museo Histórico del Vudú de Nueva Orleans.

El Museo Histórico del Vudú de Nueva Orleans es un pequeño museo dedicado a la historia de la religión vudú de Luisiana, se halla en el corazón del histórico Barrio Francés en la ciudad de Nueva Orleans (Luisiana, Estados Unidos).
El museo fue fundado por un hombre llamado Jerry Gandolfo en el año 1972. De aire tenebroso, guarda instrumentos y demás artilugios utilizados por las sacerdotisas de vudú; destacan tallas africanas de madera, muñecas de vudú y un esqueleto con un gran sombrero de copa (representación del Baron Samedi). También destacan cuadros de Marie Laveau (la reina del vudú de Nueva Orleans). Desde este museo salen recorridos turísticos hasta una farmacia donde se venden pociones mágicas, y en el mismo museo hay médiums que predicen el futuro y realizan rituales de vudú.